# Lingua makah
La lingua makah è una lingua estinta di nativi americani parlata dal popolo Makah. La lingua non è più usata come madrelingua dal 2002, quando morì l'ultima persona che la parlava fluentemente. Tuttavia, sopravvive come seconda lingua, e la tribù Makah sta tentando di far rivivere la lingua, anche attraverso l'insegnamento nelle classi prescolari. L'endonimo per Makah è qʷi·qʷi·diččaq.

## Storia
I Makah sono concentrati nell'angolo nord occidentale della penisola Olimpica dello stato di Washington a sud dello stretto di Juan de Fuca. La loro lingua è molto simile a quelle Nuu-chah-nulth e Ditidaht, lingue delle Prime nazioni della costa occidentale dell'isola di Vancouver sul lato nord dello stretto, nella provincia della Columbia Britannica in Canada. La lingua makah è l'unica del gruppo delle lingue wakashan parlata negli Stati Uniti, mentre le altre sono parlate nella Columbia Britannica, dall'isola di Vancouver alla costa centrale.
Le lingue makah, nuu-chah-nulth e ditidaht appartengono al ramo meridionale Nootkan delle lingue wakashan. Quelle del ramo settentrionale sono Kwak'wala, Heiltsuk-Oowekyala e Haisla, sono parlate più a nord, oltre il territorio dei Nuu-chah-nulth.